# Jame (Slunj)
Jame je naselje u Republici Hrvatskoj, u sastavu grada Slunja, Karlovačka županija. 

## Stanovništvo
Prema popisu stanovništva iz 2001. godine, naselje je imalo 57 stanovnika te 21 obiteljskih kućanstava.

Prema popisu stanovništva 2011. godine naselje je imalo 28 stanovnika.
| broj stanovnika |       |       |       |       |       |       |       |       |       | 151   | 138   | 136   |       |       | 57    | 28    | 21    |
|                 | 1857. | 1869. | 1880. | 1890. | 1900. | 1910. | 1921. | 1931. | 1948. | 1953. | 1961. | 1971. | 1981. | 1991. | 2001. | 2011. | 2021. |